# 山口裕史
山口 裕史（やまぐち ひろし）は、ゲームミュージックの作曲家。

## 概要
2000年～2004年、尚美学園大学芸術情報学部・音楽メディアコースに在籍し冨田勲に師事。クローバースタジオ株式会社を経て、プラチナゲームズ株式会社に創設時から所属。

## 作品
- 大神（2006年4月20日、PS2） コンポーザー
- ベヨネッタ（2009年10月29日、Xbox 360・PS3） リードコンポーザー
- マックス アナーキー（2012年7月5日、Xbox 360・PS3） コンポーザー
- The Wonderful 101（2013年8月24日、Wii U） オリジナルスコア
- ベヨネッタ2（2014年9月20日、Wii U） コンポーザー
- スターフォックス ゼロ （2016年4月21日、Wii U） ミュージック